# Greta & Starks
Greta & Starks Apps (Eigenschreibweise Greta & Starks; Aussprache: Greta und Starks) ist ein Social-Impact-Unternehmen aus Berlin, das die kostenlose App Greta für Apple iOS und Android entwickelt und auf den Markt gebracht hat. Die frühere separate App Starks für Untertitel ist seit 2018 in Greta integriert. Die App ermöglicht Seh- und Hörbehinderten sowie blinden und gehörlosen Menschen ein barrierefreies Kinoerlebnis durch Audiodeskription, Untertitel, Hörverstärkung und Gebärdensprache („barrierefreie Fassungen“). Mit der App können für viele aktuelle Filme die entsprechenden barrierefreien Fassungen vor dem Kinobesuch kostenlos heruntergeladen werden. Im Kino werden sie per automatischer Filmerkennung der App synchron zum Film auf dem eigenen Smartphone oder Tabletcomputer abgespielt. Die App funktioniert auch offline, also im Flugmodus.
Außerdem bietet die App seit 2021 mehrsprachige Fassungen zu Kinofilmen an. So sollen Expats, Touristen, fremdsprachige Studenten und Sprachgemeinschaften ebenfalls Zugang zum Kino in ihrer Sprache erhalten. Die Vision von Greta & Starks ist es, dass alle gemeinsam in demselben Film sitzen und an der gleichen Stelle lachen oder weinen können. Zusätzlich werden neu „Audiofilme“ vertrieben – die Kombination aus Filmton und Audiodeskription. So können Kinofilme auch Zuhause und Unterwegs angehört werden, ähnlich wie ein Hörbuch. Aber mit dem originalen Filmsound und den Stimmen der Schauspieler. Zudem gibt es eine Website mit Informationen über die Nutzung und verfügbare Kinofilme.
Die Idee zu der Entwicklung hatte die Berliner Filmproduzentin Seneit Debese; die Anwendung wird von ihrem Startup-Unternehmen Greta & Starks Apps GmbH mit Sitz in Berlin entwickelt.

## Geschichte

### Entstehung
2011 hatte die Berliner Filmproduzentin Seneit Debese die Idee zu den Apps. Sie machte damals für den MDR eine Reportage über Kidisti Weldemichael, eine blinde junge Frau, die Mitte der 2010er Jahre als Migrantin zusammen mit ihren Eltern und Geschwistern aus Eritrea nach Deutschland gekommen war. Diese berichtete ihr, dass sie oft zusammen mit sehenden Freundinnen und Freunden ihre Freizeit verbringe. Dabei würde sie auch gerne mit ins Kino gehen, könne jedoch den Filmen nicht folgen. Daraufhin entwickelte Debese den Prototyp und führte erste Tests durch. Im Dezember 2013 wurden die Apps Greta für Audiodeskription und Starks für Untertitel veröffentlicht. Die beiden Apps wurden 2018 zusammengeführt zur App Greta, in der nun alle verschiedenen Fassungen angeboten werden.

### Namen und Slogans
Von dem Entwicklerteam wurden bewusst keine technischen Namen für die beiden Apps ausgewählt, vielmehr sollen die verwendeten Namen einen emotionalen Bezug zum Kino herstellen und die „Liebe zum Film“ ausdrücken. So wie zum Beispiel ein Filmpaar, eben Greta und Starks.
Die App Greta tritt mit dem Slogan „Greta flüstert Audiodeskription und spielt Untertitel“ auf. Zusätzlich wird Greta unter dem Oberbegriff der Barrierefreiheit und Inklusion mit den weiteren Slogans „Kino einfach erleben“ und „Erlebe barrierefreies Kino eigenständig und unabhängig, allein oder mit Freunden“ präsentiert und beworben.

### Entwicklung und Verbreitung
Die App Greta wird seit 2013 für eine große Anzahl von Kinofilmen angeboten; eine Filmdatenbank sowie die Ausweitung auf andere Sprachversionen laufen. Experten rechnen mit einer zukünftig raschen Zunahme des Angebots, da nach neuen Richtlinien der deutschen Filmförderungsanstalt (FFA) nur solche Filmprojekte Fördergelder erhalten, die zum fertigen Film Audiodeskription und Untertitel mitliefern. Zudem ist der technische Aufwand bei der App Greta gering und beschränkt sich auf die besucherseitige Verfügbarkeit eines Smartphones oder Tabletcomputers, während der Kinobranche keine Kosten entstehen und die Anwendung zudem keine Internetverbindung im Kino benötigt.
Die Greta & Starks Apps GmbH bietet an, dass „bestehende barrierefreie Fassungen überall, flächendeckend in jedem Kino, Open-Air-Kino, auf DVD, Video-on-Demand (VoD) und im Fernsehen zugänglich sind“. Der beauftragende Produzent, Verleiher oder Rechteinhaber bezahlt dafür eine Gebühr. Für die Anwender sind die Apps hingegen kostenlos, während der Rechteinhaber für seine Filme ein neues Publikum gewinnt.
Im April 2018 wurden die beiden Apps Greta und Starks zusammengelegt zu der App Greta. Diese spielt nun wahlweise Audiodeskriptionen, Untertitel, Hörverstärkung, Gebärdensprache, Audiofilme oder mehrsprachige Fassungen. Außerdem arbeitet Greta & Starks an der Entwicklung des Starks AR Headset, welches Untertitel vom Smartphone via Bluetooth an ein Augmented Reality Headset überträgt und die Untertitel so gefühlt auf die Leinwand projiziert.
Bis Dezember 2023 wurden über die App Greta schon mehr als 1.500 Filme verfügbar gemacht. Neben vielen anspruchsvollen Art-House-Filmen gehören inzwischen auch Filme aus dem Mainstream-Bereich (Blockbuster) zum wachsenden Filmangebot. Die Apps sind seit 2016 zudem auf Englisch, Französisch, Koreanisch, Hebräisch, Ukrainisch, Portugiesisch, Spanisch und Schwedisch verfügbar. Die App bietet mittlerweile barrierefreie Fassungen in vielen Ländern der Welt an.

### Förderung und Partner
Die Entwicklung der barrierefreien App Greta und ihres Vorgängers Starks wurde u. a. gefördert von:
- dem Beauftragten der Bundesregierung für Kultur und Medien in Bonn und Berlin (Deutschland) (amtierende Kulturstaatsministerin seit 2013: Monika Grütters (CDU))
- der deutschen Filmförderungsanstalt (FFA) in Berlin (Deutschland)
- dem medienboard Berlin-Brandenburg GmbH in Potsdam (Deutschland)
- dem Bundesamt für Kultur (BAK) des Eidgenössischen Departements des Innern (EDI) in Bern (Schweiz)
- dem MEDIA-Filmförderungsprogramm Europe Loves Cinema von Creative Europe, dem aktuellen Kultur- und Medienförderungsprogramm der Europäischen Union von 2014–2020

Partner des Projekts sind darüber hinaus u. a. verschiedene Produzenten, Verleiher und Medienunternehmen wie ehemals 20th Century Fox, Disney, DCM, Lucasfilm, Marvel Studios, Neue Visionen, Paramount Pictures, Piffl Medien, Regards Neufs, Sony Pictures, Tobis Film, Universal Studios, Warner Bros., X-Verleih und Leonine Distribution; sowie zahlreiche Kinos, darunter: Cinestar, UCI, Cineplex, CinemaXx und Kinopolis.

## Die App Greta

### Allgemeines
Zuerst müssen die barrierefreien Fassungen für die landesspezifische Original- oder Synchronfassung des Films vom Produzenten, dem Kinofilm-Verleiher oder der Fernsehanstalt erstellt werden, womit meistens spezialisierte Anbieter beauftragt werden. Im nächsten Schritt erhält der Entwickler, die Greta & Starks Apps GmbH, den Auftrag, die barrierefreien Fassungen über die App Greta „einfach und flächendeckend zugänglich zu machen“. Die App funktioniert nicht nur in allen Kinos oder Open-Air-Kinos sowie bei Events und Premieren, sondern auch zu Hause bei DVD, VoD, Streaming und Fernsehen.
Der Anwender kann sich die App Greta kostenlos aus dem App Store für iOS oder bei Google Play herunterladen. Sodann kann der Anwender sich aus dem Filmangebot von Greta & Starks seinen Wunschfilm auswählen und vor dem Kinobesuch in der App kostenlos die gewünschte Fassung herunterladen oder eine weitere Fassung auswählen. Im Kino werden sie per automatischer Filmerkennung durch die App abgespielt und können synchron zum Film mitgehört oder mitgelesen werden. Zugänglich gemacht werden die barrierefreien Fassungen über ein eigenes Smart Device (Smartphone, iPod touch oder Tablet) des seh- oder hörbehinderten Kinobesuchers. Im Kino erkennt die App den Film automatisch und spielt die Audiodeskription oder die Untertitel nach wenigen Sekunden synchron zum Film ab.

### Greta (App)

Das offizielle Greta-Logo

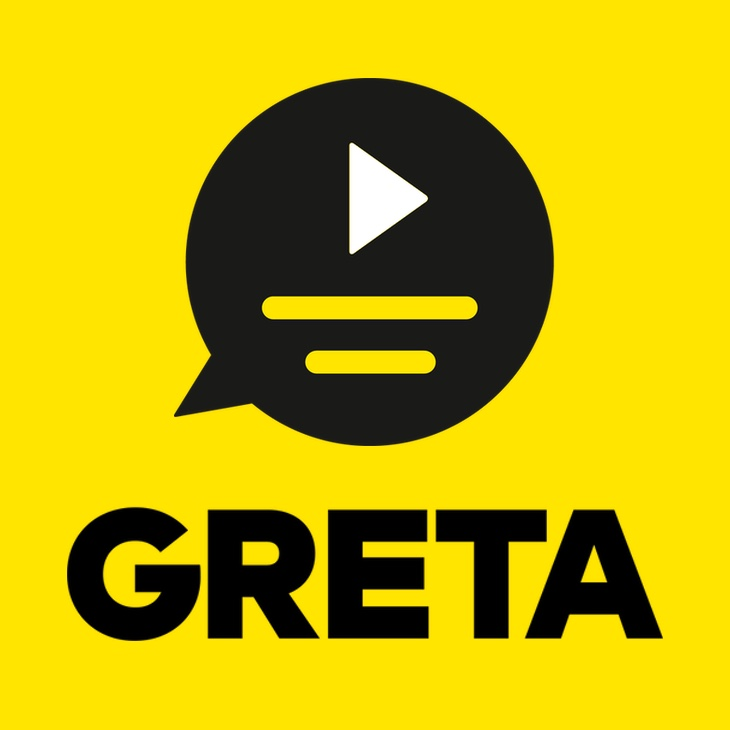
App Icon von Greta

Die Anwendungssoftware Greta (Eigenschreibweise Greta) dient als mobile „Kommunikationshilfe“ für blinde, sehbeeinträchtigte, gehörlose und hörgeschädigte Kinobesucher und macht gesprochene Filmbeschreibungen (Audiodeskription), Untertitel, Hörverstärkung, Gebärdensprache oder verschiedene Sprachversionen von ausgewählten Kinofilmen vom eigenen Smartphone oder Tabletcomputer zugänglich. Außerdem können Audiofilme für Zuhause und Unterwegs über die App Greta erworben und abgespielt werden.
Die Produktion von Audiodeskriptionen stellt eine eigene Kunstform dar, für die es spezialisierte und besonders erfahrene Anbieter gibt. Dabei ist die besondere Hörsensibilität von blinden Menschen wichtig, da sich deren auditive Wahrnehmung von der von sehenden Menschen unterscheidet. Blinde Menschen erkennen akustisch mehr als sehende Menschen, da sie einen „geschärften Hörsinn“ und viel Erfahrung haben. Deshalb arbeitet neben dem Redakteur oder Filmbeschreiber und dem Sprecher oft eine blinde Person als Berater und Co-Redakteur mit.
Die Audiodeskription beschreibt in knappen Worten die wichtigsten Elemente der Filmhandlung, Gestik, Mimik und der dramaturgisch relevanten Umgebung. Die Filmbild-Beschreibungen werden in den Dialogpausen eingesprochen. Audiodeskription ermöglicht blinden Kinobesuchern auf diese Weise einen Film zu erleben. Der Anwender hört mit einem Ohr die Audiodeskription per eigenem Kopfhörer; empfohlen wird die Nutzung eines In-Ear-Ohrhörers, der zudem meist zum Lieferumfang von Smartphones gehört. Mit dem anderen Ohr hört der Anwender den vollen Kinosound.
Die Untertitel für Hörgeschädigte (SDH-Untertitel) von ausgewählten Filmen werden ebenfalls vom eigenen Smartphone oder Tablet abgespielt. Bei der Untertitelung werden sowohl alle Dialoge als auch dramaturgisch relevante Umgebungsgeräusche im Bild oder Hintergrund wie zum Beispiel mit dem Hinweis „lauter Knall“ in Untertitel „übersetzt“. Zusätzlich können die auftretenden Hauptfiguren durch farbige und/oder besonders formatierte Untertitel unterscheidbar gemacht werden. Untertitel ermöglichen gehörlosen oder hörgeschädigten Kinobesuchern auf diese Weise einen Film zu erleben.
Die App ist sehr dunkel gestaltet, damit sie niemanden im Kino stört. Die Größe der Untertitel kann manuell eingestellt werden, zusätzlich kann die Helligkeit des Displays individuell angepasst werden. Eine Datenbrille für Untertitel befindet sich bei Greta & Starks Apps in Entwicklung bzw. werden Kooperationen mit bestehenden Lösungen geprüft. Mit dem sogenannten Starks AR Headset, oder einer ähnlichen Lösung, das die Augmented Reality Technologie nutzt, wird es zukünftig in Kombination mit der App Greta möglich sein, die Untertitel direkt im Filmbild mitzulesen.

## Auszeichnungen
- 2015: 13. Deutscher Hörfilmpreis 2015, Sonderpreis der Jury – für die Entwicklung der App Greta, verliehen an die Greta & Starks Apps[10]
- 2017: Berlin’s Best, Kreativ Kultur Berlin (Berliner Beratungszentrum für Kulturförderung und Kreativwirtschaft) – ausgezeichnet wurden die Apps Greta und Starks[11][12]
- 2017: Kfw Awards Gründen 2017, Landessieger für Berlin sowie Publikumssieger – prämiert wurde jeweils die Geschäftsidee des Startup-Unternehmens Greta & Starks Apps[13][14]
- 2017: Berlin Deep Tech Award – Die Senatsverwaltung für Wirtschaft, Energie und Betriebe lobt im Rahmen der Landesinitiative Projekt Zukunft und der Kampagne log in. berlin., dem Ankerprojekt, gemeinsam mit dem SIBB e. V., Verband der Informations- und Kommunikations-Industrie in Berlin und Brandenburg, den Deep Tech Award aus.
- 2019: Zero Project Award Winner – Das Zero-Projekt wurde 2008 von der Essl-Stiftung ins Leben gerufen und konzentriert sich auf die Rechte von Menschen mit Behinderungen weltweit. Der Award wird jährlich an herausragende soziale Unternehmen vergeben.
- 2019: Samsung „Life's a Pitch Award – Empower Society“ für die Gesamtlösung und den positiven Effekt für die Gesellschaft.
- 2019: Kinnovation International Film Festival – „Best Startup“-Award – Filmfestival für innovative Filmformen und Innovationen in der Filmindustrie.

## Rezeption
Die beiden Anwendungen werden überaus positiv bewertet, insbesondere von blinden und hörgeschädigten Kinobesuchern als „Hauptnutznießern“ der „innovativen Software-Entwicklung“. Sowohl von Politik, Gesellschaft und der staatlichen Filmförderung als auch von der Film- und Kinowirtschaft wird die App Greta als „wichtiger Beitrag zur Barrierefreiheit im Kino“ angesehen.
Robbie Sandberg vom Blinden- und Sehbehindertenverein Hamburg lobt App und Technologie: „Greta ist ein Gewinn an Lebensqualität, ein Paradebeispiel dafür, wie das Smartphone das Leben verbessern kann“. Bernd Rehling, der Gründer des Gehörlosen- und Schwerhörigen-Portals Taubenschlag.de und selbst schwerhörig, urteilt: „Greta arbeitet geradezu perfekt. Ich sehe mir nur noch Filme mit Untertiteln über Greta an.“